# Martinho de Brito

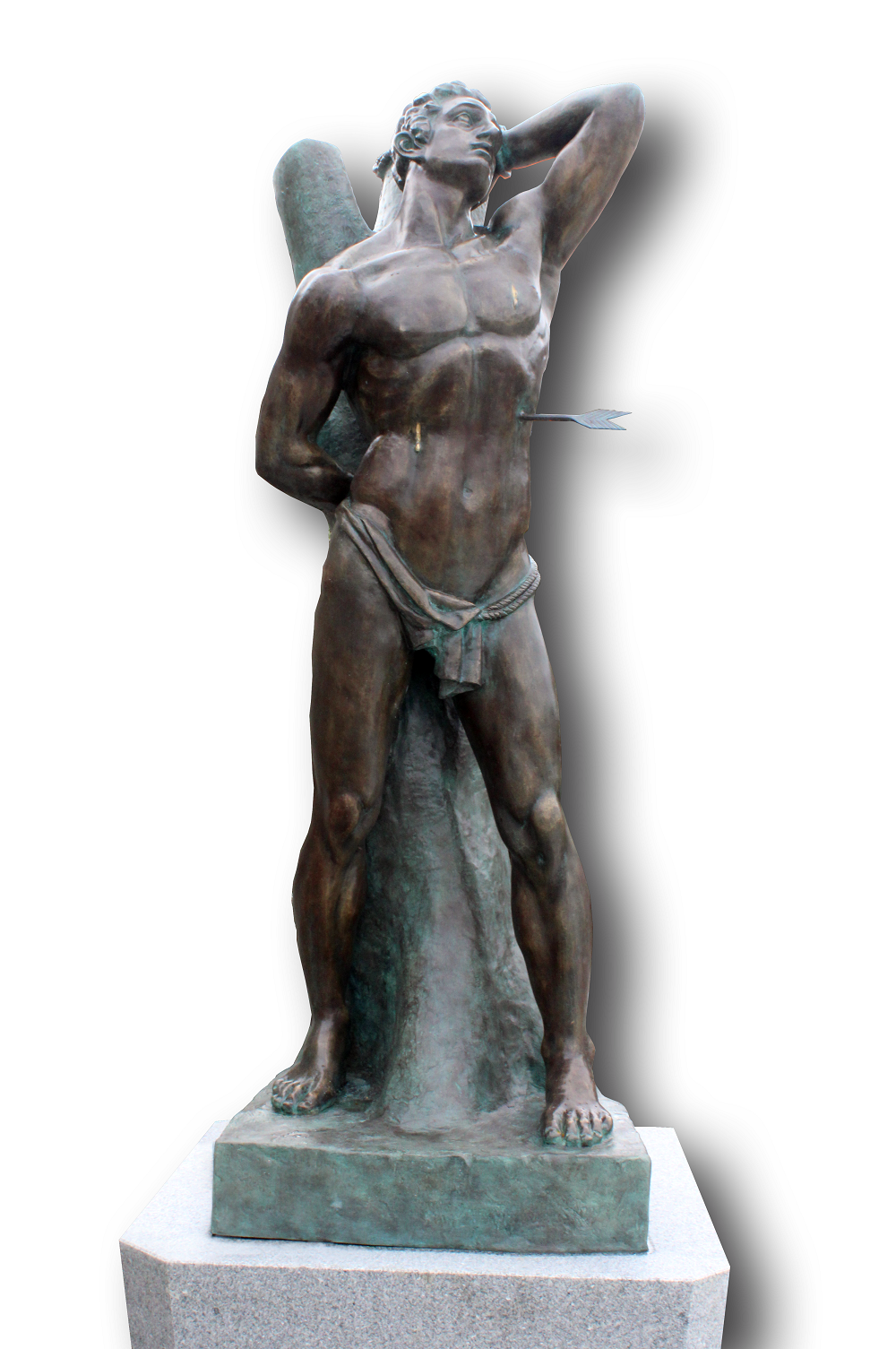
Escultura em Darque

Martinho Félix Alves de Brito (Vila Fria, Viana do Castelo. 10 de setembro de 1916 - Santo Amaro de Oeiras, Oeiras, 5 de maio de 1998 (81 anos) foi um escultor Português.

## Biografia
Como escultor assina as suas obras como Martinho de Brito. Nasceu na Quinta da Lavandeira no Lugar do Outeiro, em 10 de Setembro de 1916. Fez os primeiros estudos em Viana do Castelo, terminado o ensino secundário no Porto e a licenciatura na Escola Superior de Belas Artes de Lisboa, atual Faculdade de Belas-Artes da Universidade de Lisboa. Tendo também frequentado diversos cursos de especialização, com grandes mestres, nomeadamente em França.

## Obras
Concluiu a tese de Licenciatura com 18 valores, apresentando a escultura - Martírio de Sebastião - em gesso, com a dimensão de 2.20m, tendo sido passada a bronze a 20 janeiro de 2021, estando colocada no centro histórico da Vila de  Darque. Tem imensas obras em coleções particulares. Várias, nos países de expressão portuguesa. Em território nacional, muitíssimas na área metropolitana de Lisboa, nomeadamente no Parque Eduardo VII - estufa-fria e mercado do forno do tijolo. Em Fátima, Dezassete grandes obras na Basílica de Nossa Senhora do Rosário. Em Viana do Castelo, a menina em cima do fontenário, a fazer contraponto com o menino sobre o outro fontenário, este da autoria de António de Azevedo, obras colocadas, em frente à Escola Alfredo Magalhães, também conhecida como Escola da Avenida. E uma estátua em granito em frente ao antigo Liceu.
No Santuário Diocesano do Sagrado Coração de Jesus (Viana do Castelo), conhecido por templo de Santa Luzia, o Coração de Jesus localizado no altar-mor, esculpido em mármore, e realizado sob modelo da estátua em bronze, colocada à entrada da Basílica do Escultor Aleixo de Queiroz Ribeiro, executada pelo mestre Lima sob sua supervisão.
No Museu do FC Porto by BMG, a TAÇA ARSENAL um conjunto de 2,80 metros e de cerca de 250 kg de peso projetada pelo arquiteto João Antunes e os escultores Martinho de Brito e Albano França, perpétua a vitória do F C Porto sobre o Arsenal em 6 de Maio de 1948.

## Personalidade
Homem humilde, artista brilhante, estuda graças a uma bolsa de estudo concedida pela Câmara Municipal, facto que o marca para o resto da sua vida. Até ao início dos anos noventa frequentava as tertúlias no Café Nicola, na Praça do Rossio em Lisboa. Morre discretamente como viveu.